# Aniara Amos
Aniara Amos (* 1974 in Rancagua, Chile) ist eine chilenisch-deutsche Theaterregisseurin, Opernregisseurin und Choreografin.

## Leben
Aniara Amos wurde in Heidelberg und an der Staatlichen Balletthochschule Mannheim zur Tänzerin ausgebildet, anschließend studierte sie Musikwissenschaft und Philosophie an der Humboldt-Universität in Berlin, Bühnenbild an der UdK Berlin bei Achim Freyer und Opernregie an der Hochschule für Musik „Hanns Eisler“ Berlin. Meisterkurse belegte sie bei Peter Konwitschny und Achim Freyer. Regieassistenzen (Oper und Schauspiel 1994–2002) führten sie unter anderem an das Teatro La Fenice (Venedig), die Opéra National du Rhin (Strassburg), die Opéra La Monnaie (Brüssel), das Teatro Nacional de São Carlos (Lissabon), das Berliner Ensemble, die Volksbühne Ost (Berlin), die Schwetzinger Festspiele, die Deutsche Oper Berlin sowie die Opéra de Montpellier und die Oper Graz.
Amos ist Gründungsmitglied des Freyer Ensembles (1995), dessen Direktorin sie von 2000 bis 2004 war. Sie wirkte in folgenden Produktionen in den Bereichen Regie, Bühnen- und Kostümbild und als Darstellerin mit: „Komödia“, „Orchesterstück“, „Distanzen“, „In hora mortis“, „Liebe von Kopf bis Konfus“, „Rolling/Kids“ und „Freyer und Toscanini proben Traviata“. Seit 2001 arbeitet sie als freie Regisseurin und Ausstatterin im Bereich Musiktheater.
Aniara Amos lebt in Berlin.
Aniara Amos begann ihre Theaterlaufbahn als Kind am Heidelberger Theater. Unter der Intendanz  von Peter Stolzenberg wurde ihr früh erkanntes Talent für Schauspiel und Tanz gefördert. Als Jugendliche trainierte sie in der damaligen Kompanie von Johann Kresnik. Nach ihrer Ausbildung zur Tänzerin, begegnete sie dem Regisseur und Bühnenbildner Achim Freyer, der ihre weitere Karriere prägen sollte. Ermuntert durch Gerd Rienäcker, der Amos während ihres Studiums „ein außerordentliches Talent für die Bühne“ bescheinigte, baute Aniara Amos ihr Wissensspektrum aus, und studierte neben ihrem Hauptstudium der Philosophie und Musikwissenschaften an der Humboldtuniversität in Berlin, als Gaststudentin an der HdK Bühnenbild bei Achim Freyer und wurde von der Hochschule für Musik  Hanns-Eisler zu einem außerordentlichen Studium der Opernregie eingeladen. Als Einzige in der Geschichte des Opernregiestudiengangs durfte sie das eigentliche Studium überspringen, um direkt das Aufbaustudium zu beginnen. Neben ihrem Unterricht bei der Gesangsgröße Jutta Vulpius bekam sie mit 19 ihre ersten Angebote als Tänzerin, die sie bald durch ganz Europa führen sollten. Schon früh zeichnete sich in ihren Arbeiten ihr Interesse für eine körperlich formale Theatersprache ab, die Elemente aus dem Tanz genauso involviert wie experimentelle Bewegungsmuster, die von ihr gemeinsam mit den Sängern entwickelt werden.

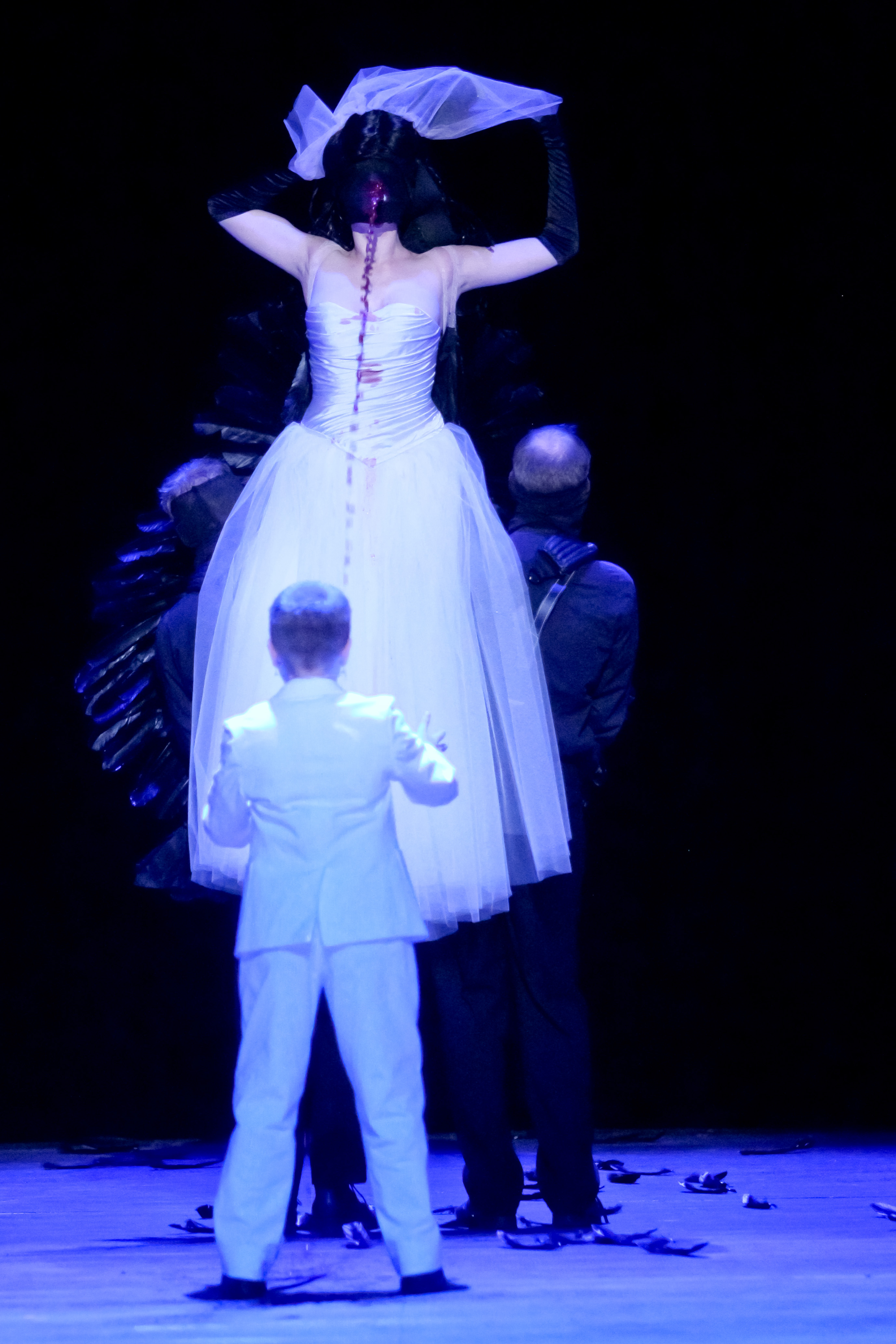
Freischütz, 2006

2006 arbeitet sie neben Komponisten wie Salvatore Sciarrino auch mit dem Dirigenten Thomas Hengelbrock. Il Re Pastore wurde  neben dem herausragenden Erfolg bei den Salzburger Festspielen ebenfalls auf einigen Bühnen Deutschlands bejubelt.

„Meine erste Begegnung mit Theater war mein Spiel, als Kind aus alten Schuhkartons, aus Stoffresten und leeren Schachteln, Räume und Möbel zu bauen, in die ich meine Figuren hineinsetzte und sie agieren ließ. Dieses Spiel beschäftigte mich zur Freude der Erwachsenen auch gerne über mehrere Stunden. Ich versenkte mich tief in diese von mir erschaffene Welt. Noch heute bekommt mich an der Erinnerung daran ein Gefühl von Glückseligkeit und tiefem Frieden. Die kindliche Gewissheit, dass in dieser Welt die Dinge beeinflussbar waren, verbessert, verändert werden konnten, faszinierte mich immer wieder aufs Neue. Lief eine Geschichte in die falsche Richtung, konnte ich sie korrigieren. So spielte ich Szenen immer und immer wieder nach, bis sie mir gefielen, bis sie ins kleinste Detail spannend und unvorhersehbar blieben. Noch lange bevor meine Fantasie durch die Welt der Erwachsenen beeinflusst werden konnte, erkannte ich unbewusst das Potenzial der eigenen Kreativität. Heute, viele Jahre später, baue ich Räume für ein großes Publikum, erzähle ich Geschichten für viele. Und jedes Mal, wenn ich auf die Bühne zum Schluss Applaus komme, spüre ich nur den einzigen Wunsch: Euch dieses kindliche Gefühl von Glückseligkeit, das Theater uns geben kann, geschenkt zu haben.“

### Tanzengagements
Engagements als Tänzerin erhielt Aniara Amos zwischen 1996 und 2002 u. a. an der Los Angeles Opera, bei den Salzburger Festspielen, den Schwetzinger Festspielen, bei der Gessnerallee Zürich, in der Kunsthalle Bonn sowie St. Pölten und der Oper Basel.

### Eigene Arbeiten
Zu ihren eigenen Theaterarbeiten gehören unter anderem:
- Lilith von Helmut Zapf / Kerstin Hensel (UA im Jahr 2000 zur Eröffnung des Theaters Rheinsberg; Regie, Choreografie und Ausstattung)
- Freudenhaus (2001 Deutsche Oper Berlin; Choreografie für 8 Tänzer; Konzept, Regie und Ausstattung)
- Requiem für einen Hasen (UA 2002 LOT-Theater Braunschweig; Regie und Ausstattung)
- Atmende Räume von Simon Kühn (UA 2002 Auftragswerk des SWR, Altes Theaterhaus Stuttgart, unter der Leitung von Johannes Debus, Regie, Choreografie und Ausstattung)
- Triptico. Drei Etüden über Gehen und Vergehen (UA 2003 Auftragswerk Theaterhaus Mitte Berlin, Regie und Ausstattung)
- Imagenes de Chiloé (UA 2004 Auftragswerk der Kryptonale Berlin, Komposition und Regie, 1. Preis für Raumkunst)
- Il re pastore von Mozart (2006 Salzburger Festspiele, Konzept Thomas Hengelbrock, Co-Regie und Choreografie)
- Orlando paladino von Joseph Haydn (2007 Staatstheater Braunschweig)
- L’heure espagnole von Maurice Ravel (Wiener Volksoper)[4]
- Lausekerl und Schwindelfinger von Peer Raben (UA 2008 Theater Dortmund)[5]
- L’enfant et les sortilèges von Maurice Ravel (2008 Theater Dortmund)
- L’histoire de Babar, le petit éléphant von Francis Poulenc (2008 Theater Dortmund)
- Der Freischütz (2011 Theater Magdeburg)
- Romolo ed Ersilia von Johann Adolf Hasse (2011 Festwochen für Alte Musik in Innsbruck)
- Die Zauberflöte (2011 Staatstheater Braunschweig)[6]
- A Midsummer Nights’ Dream von Benjamin Britten (2013 Oper Magdeburg)[7]
- Der Jasager und der Neinsager (2013 Staatsoper Berlin)[8]
- Don Giovanni (2014 Königliches Opernhaus Kopenhagen)[9]